# Adela z Pfalzel
Adela z Pfalzel, Święta Adela, również Adolana, Adula (ur. ok. 660 na obszarze Mozela-Moza, niem. Mosel-Maas-Raum, zm. ok. 735 w klasztorze Pfalzel koło Trewiru) – ksieni, święta Kościoła katolickiego.
Adela była córką Irminy z Oeren (również z: Öhren lub Horreum) i siostrą m.in. Plektrudy oraz Bertrady Starszej. Bezpodstawnie identyfikowana jest z córką Dagoberta II. Wyszła za mąż za wybitnego człowieka Oda (Odo vir inluster), seneszala i pallatyna, z rodziny Hugobertów, z którym miała troje dzieci:
- Alberyka (Alberich, zm. 714/721),
- Gerlindę (Gerelind,, zm. po 699),
- Haderyka (Haderich, zm. po 699)[2].

Jeden z dwóch synów, Alberyk, został ojcem przyszłego świętego Grzegorza z Utrechtu. 
Adela wcześnie owdowiawszy oddała się modlitwom i aktom miłosierdzia. Zaraz po 700 roku założyła żeński klasztor benedyktyński (niem. Kloster Pfalzel), którego została pierwszą ksieni. Siedzibą został późnoromański pałac (palatium, niem. Pfalz), koło Trewiru, nabyty przez jej szwagra Pepina Średniego. W klasztorze tym uczył się jej wnuk Grzegorz, późniejszy biskup Utrechtu. W 721 lub 722 gościła Bonifacego-Winfrida, któremu powierzyła Grzegorza w dalszą podróż misyjną. 
Krótko przed śmiercią przeniosła swój klasztor do Trewiru. Zgodnie z jej testamentem wyposażenie Pfalzel przeniesiono do Gillgau i Bidgau w obszarze dzisiejszego Bitburga, położonych w rejonach rzek: Mozeli i Mozy.
Jej wspomnienie liturgiczne w Kościele katolickim obchodzone jest 24 grudnia, obok jej matki św. Irminy.
W ikonografii przedstawiana jest w stroju mniszki a atrybutami w postaci księgi, lilii, makiety opactwa.